# Казапезенна
Казапезенна (італ. Casapesenna) — муніципалітет в Італії, у регіоні Кампанія,  провінція Казерта.
Казапезенна розташована на відстані близько 170 км на південний схід від Рима, 21 км на північний захід від Неаполя, 19 км на південний захід від Казерти.
Населення — 6941 особа (2014).

## Демографія
Населення за роками:

Станом на 1 січня 2023 року в муніципалітеті офіційно проживало 546 іноземців з 33 країн, серед них 109 громадян країн Євросоюзу та 38 громадян України.

## Сусідні муніципалітети
- Джульяно-ін-Кампанія
- Сан-Чипріано-д'Аверса
- Сан-Марчелліно
- Трентола-Дучента
- Вілла-ді-Бріано